# 칠드런 오브 더 시크릿 스테이트
《칠드런 오브 더 시크릿 스테이트》(Children of the Secret State)는 노숙을 하는 조선민주주의인민공화국 고아들에 관한 다큐멘터리 영화로서, 2000년 개봉하였다. 북한의 언더그라운드 카메라멘과 함께 촬영되었다.

## 같이 보기
- 조선민주주의인민공화국을 배경으로 한 작품 목록
- 조선민주주의인민공화국의 인권